# Opera quadrata

(a) sistema greco isodomo
(b) sistema greco ad ortostati e diatoni alternati

(c) sistema romano arcaico
(d) sistema romano a filari di ortostati e diatoni

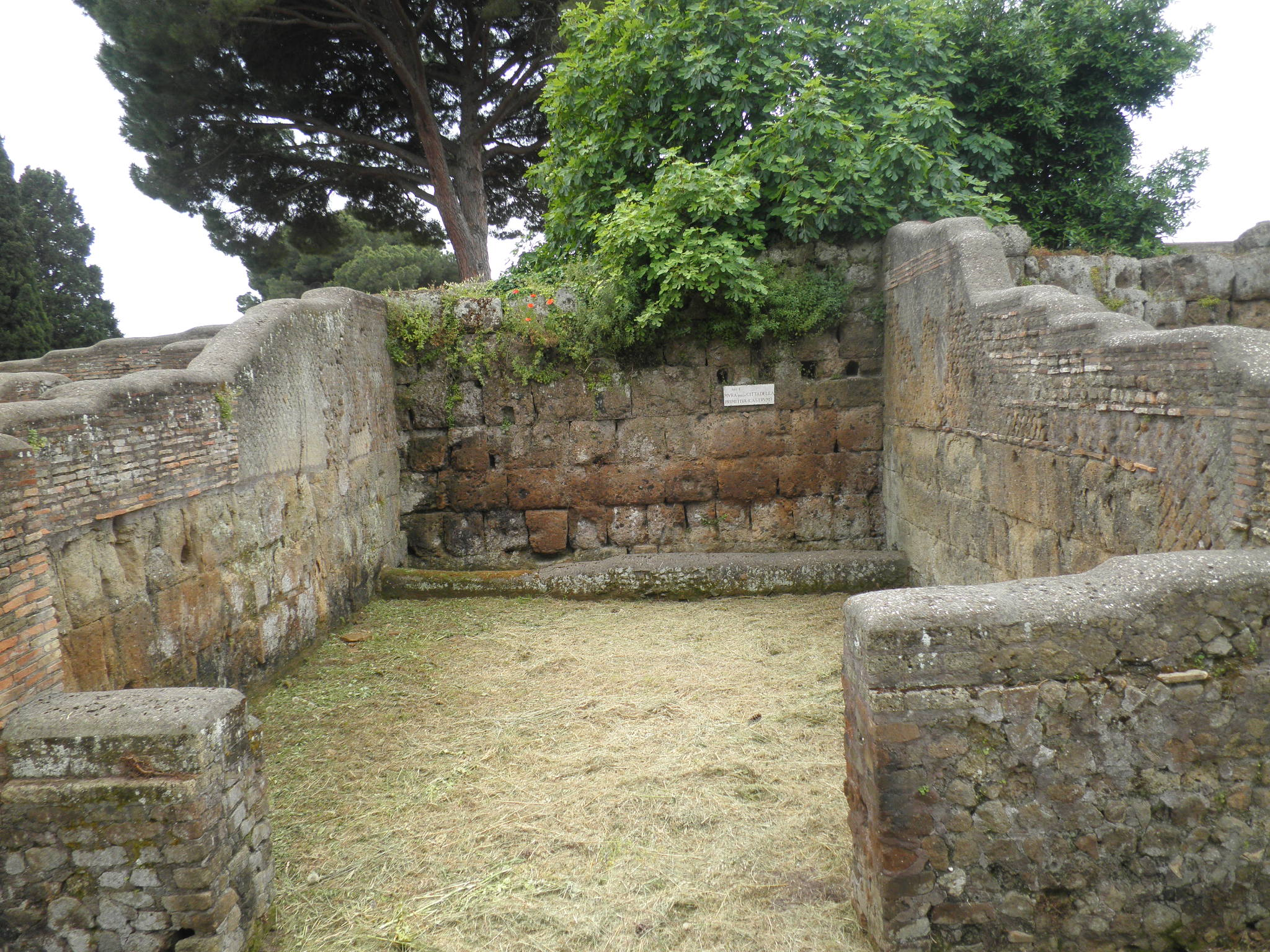
Caseggiato che si appoggia alle antiche mura del Castrum di Ostia (sullo sfondo), costruite in tufo

L'opera quadrata (opus quadratum) è una tecnica di costruzione della Roma antica, che consiste nella sovrapposizione di blocchi squadrati in forma parallelepipeda e di altezza uniforme, che vengono messi in opera in filari omogenei con piani di appoggio continui.

## Descrizione
In ambito romano la tecnica viene utilizzata già a partire dal VI secolo a.C. e si affina progressivamente, con una maggiore regolarità del taglio e una disposizione più articolata dei blocchi. L'uso continua anche dopo l'introduzione del cementizio per tutta l'età imperiale, affiancato alle altre tecniche, ma, oramai, riservato ad edifici di particolare prestigio.
I criteri di datazione che possono essere utilizzati, in ambito strettamente locale, sono soprattutto il tipo di pietra utilizzato, l'unità di misura utilizzata per il taglio dei blocchi e il modo di disporli nella messa in opera.
Inizialmente (in quella che in passato era definita "maniera etrusca") i filari dei blocchi presentavano delle discontinuità ed i blocchi stessi non erano perfettamente omogenei, come negli esempi di epoca arcaica nelle città etrusche ed a Roma (cisterne sotterranee, muri di terrazzamento e podi di templi).
Successivamente ("maniera greca"), i blocchi parallelepipedi vengono disposti nella muratura "di taglio" (a vista il lato di lunghezza maggiore) oppure "di testa" (a vista il lato di lunghezza minore, mentre il lato maggiore si estende nello spessore del muro). Blocchi di testa e blocchi di taglio si alternano in modi diversi nel filare e da un filare all'altro. Si tende, inoltre, a far capitare i giunti tra i blocchi in corrispondenza del centro dei blocchi del filare sottostante.
L'opera quadrata isodoma (opus isodomum), derivata da modelli greci, consiste di blocchi parallelepipedi di uguali dimensioni disposti tutti di taglio con i giunti verticali sfalsati tra un filare e l'altro.
Con l'introduzione dell'opera cementizia, la muratura in blocchi continua ad essere utilizzata come rivestimento esterno. Alcuni blocchi, con alternanza vengono inseriti "di testa", legando la muratura in blocchi al nucleo interno in cementizio.
L'utilizzo del laterizio (mattoni) per il rivestimento esterno del nucleo in cementizio, ricoperti poi a loro volta da intonaco oppure da lastre di marmo, comportò una diminuzione nell'utilizzo dell'opera quadrata che, tuttavia, sarà ancora utilizzata, in particolare, per parti degli edifici di maggiore impegno statico (archi e pilastri, che sorreggevano i pesi maggiori, ponti, acquedotti, ecc.).

## Bugnato
All'epoca dell'imperatore Claudio si diffuse, per motivi estetici, l'uso di lasciare nelle facce in vista dei blocchi la parte centrale più sporgente e volutamente più grezza, mentre solo le parti in corrispondenza dei giunti venivano rifinite in piano, dando alla muratura un aspetto più "rustico".

## Tecniche di montaggio e di sollevamento
Con l'introduzione del marmo si diffusero alcuni miglioramenti tecnici, derivati dalla grande tradizione greca: per esempio, le facce dei blocchi che venivano a trovarsi a contatto con i blocchi adiacenti, venivano, a volte, leggermente ribassate nella parte centrale, in modo da assicurare una più precisa giunzione dei blocchi. Tale lavorazione, già utilizzata nei grandi monumenti greci, prende il nome di anathyrosis.
I blocchi vennero, inoltre, collegati tra loro per mezzo di perni e di grappe metallici, che assicuravano meglio la stabilità della muratura sia in senso verticale che in senso orizzontale. Gli elementi metallici venivano inseriti in cavità appositamente ricavate sulle superfici e fissati in posizione per mezzo di piombo fuso.
Nel medioevo si cercava di estrarre questi elementi metallici dai monumenti ancora in piedi per poterli riutilizzare, e si procedeva scavando i blocchi di pietra a partire dai giunti tra un blocco e l'altro: è a questa spoliazione sistematica che si devono i "buchi" presenti per esempio nelle arcate del Colosseo ed in altri grandi monumenti costruiti o rivestiti in opera quadrata giunti fino a noi.
Altre cavità venivano ricavate nelle superfici non in vista del blocco per permetterne il sollevamento. Esistevano diverse tecniche, tra le quali:
- incavi a semicerchio o bozze sporgenti poi eliminate sui lati del blocco, permettevano di inserire le corde;
- ferrei forcipes, delle specie di tenaglie che il peso stesso faceva stringere, le cui estremità si inserivano per evitare lo scivolamento in piccole cavità appositamente realizzate
- olivella, un anello con appese delle sbarre metalliche che venivano inserite in cavità ricavate sulla superficie superiore del blocco e con le pareti oblique: con il sollevamento le sbarre tendevano ad allargarsi e facevano forza contro le pareti del foro, permettendo di sollevare il blocco.